# أليس شبطيني
وزيرة لبنانية من مواليد 1946 من شمال لبنان، مجازة بالحقوق والعلوم السياسية والحق العام، تولت رئاسة غرفة في محكمة التمييز بالتكليف ثم رئيسة لمحكمة التمييز العسكرية . 
أثارت فترة ترأسها لغرفة التمييز العسكرية الكثير من التساؤلات حول بعض إخلاءات السبيل، وطريقة التعاطي مع المتَّهمين بالعمالة. 
شغلت حقيبة وزارة المهجرين في حكومة الرئيس تمام سلام  ومحسوبة على الكتلة الوسطية في هذه الحكومة.